# Nathan Lane
Nathan Lane, född Joseph Lane den 3 februari 1956 i Jersey City i New Jersey, är en amerikansk skådespelare och författare. Han har medverkat i ett antal Broadwayföreställningar och gjort den engelska rösten till Timon i Lejonkungen (1994). Nathan Lane är med i filmen The Birdcage – lånta fjädrar (1996) och spelar där dragshowstjärnan Starina.
Lane kom ut offentligt som homosexuell år 1999, efter Matthew Shepards död.
År 2015 gifte han sig med sin partner Devlin Elliott.

## Filmografi i urval
- 1990 - Joe och vulkanen
- 1991 - Frankie & Johnny
- 1993 - Den heliga familjen Addams
- 1994 - Lejonkungen
- 1996 - The Birdcage – lånta fjädrar
- 1996 - The Boys Next Door (TV-film)
- 1997 - Mus i sitt eget hus
- 1998 - Lejonkungen II – Simbas skatt
- 1999 - Stuart Little
- 2000-2002 - En jycke i klassen
- 2002 - Nicholas Nickleby
- 2004 - Lejonkungen 3 – Hakuna Matata
- 2005 - The Producers
- 2010-2017 - Modern Family (TV-serie)
- 2012 - Spegel, spegel
- 2012-2014 - The Good Wife (TV-serie)
- 2016 - Carrie Pilby
- 2016 - The People v. O. J. Simpson: American Crime Story (TV-serie)
- 2017 - The Vanishing of Sidney Hall
- 2020 - Penny Dreadful: City of Angels (TV-serie)
- 2021–2022 – Only Murders in the Building (TV-serie)
- 2022 - The Gilded Age (TV-serie)
- 2023 – Beau Is Afraid
- 2023 – Det var en gång en filmstudio